# 秀州
秀州，中国古代设置的一个州，治所在今浙江省嘉兴市。
吴越国在939年分苏州设置秀州，治所在嘉兴县（今浙江省嘉兴市），宋朝辖境约当今浙江省除海宁市的杭州湾以北、桐乡市以东，上海市吴淞江以南地区。州境内滚海，在境内设有市舶司。宋宁宗庆元元年（1190年）改为嘉兴府。